# Brunnenhaus der Liborius-Heilquelle

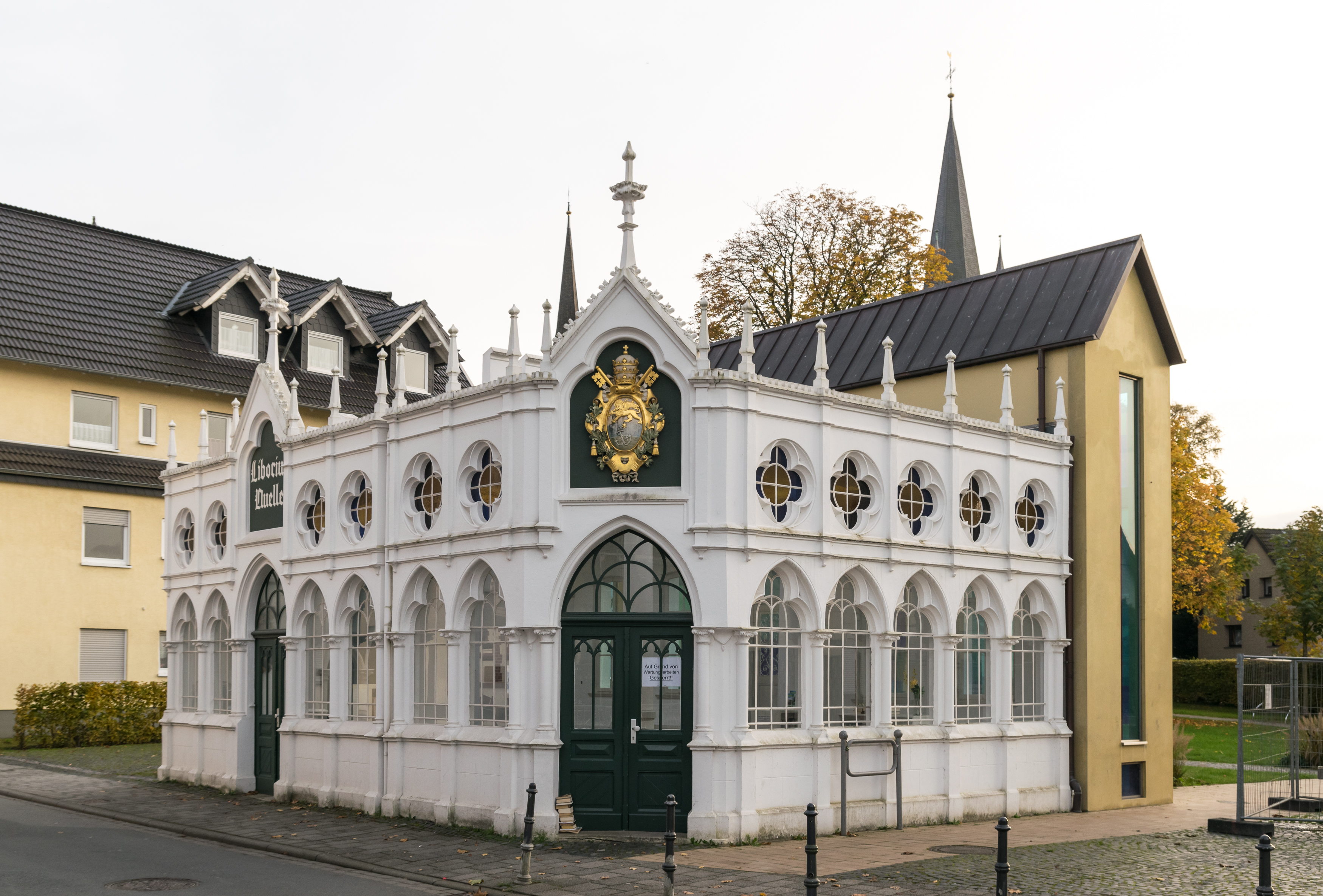
Brunnenhaus

Das Brunnenhaus der Liborius-Heilquelle ist ein denkmalgeschütztes Gebäude in Bad Lippspringe im Kreis Paderborn (Nordrhein-Westfalen).

## Geschichte und Architektur
Die neugotische Trinkhalle wurde von 1905 bis 1908 errichtet und 1910 erweitert. Die beiden Fassaden des Saales sind reich gegliedert und durchfenstert. Der Saal ist mit einem Glasdach gedeckt. Über dem Eckeingang befindet sich das farbig gefasste Wappen des Papstes Pius X. Der lichte Innenraum ist durch Säulenstellungen quer geteilt. Der offene Dachstuhl ist mit kräftigen Zierhölzern geschmückt. Über dem Quellaustritt steht eine Figur des heiligen Liborius.
Nachdem die Trinkhalle und die Wasserrechte 1987 an die Stadt übergingen,  wurde die Trinkhalle 1988 renoviert.